# Лазаревка (Новосильский район)
Ла́заревка — посёлок в Новосильском районе Орловской области. Входит в состав  Прудовского сельского поселения.

## География
Расположен в восточной части области в 7,5 км от Новосиля.

## История
Посёлок Лазаревка (в просторечии Собачёвка) образовался после Октябрьской революции в основном из переселенцев с Больших Прудов. В 1926 году посёлок ещё входил в состав села Пруды, а потом выделился в самостоятельный населённый пункт и имеет общую с селом историю.

## Население
| 2010 |
| ---- |
| 24   |

## Примечание
1. 1 2  Всероссийская перепись населения 2010 года. 7. Численность населения городских округов, муниципальных районов, городских и сельских поселен